# 任桥镇
任桥镇，是中华人民共和国安徽省蚌埠市固镇县下辖的一个乡镇级行政单位。

## 行政区划
任桥镇下辖以下地区：
车站社区、余张村、清凉村、沟南村、集北村、团结村、三桥村、站北村、任桥村、杨罗村、吴庙村、宋庄村、官沟村、沟西村、李许村、桥东村、田余村、车湖村、三义村、五星村、稿沟村、泰山村、欧圩村、马圩村和刘桥村。